# Anthostomella leptospora
Anthostomella leptospora är en svampart som först beskrevs av Pier Andrea Saccardo, och fick sitt nu gällande namn av S.M. Francis 1975. Anthostomella leptospora ingår i släktet Anthostomella och familjen kolkärnsvampar.   Inga underarter finns listade i Catalogue of Life.